# 루이스 캐스
루이스 캐스(Lewis Cass, 1782년 10월 9일~1866년 6월 17일)는 미국의 법률가, 군인, 외교관, 정치인이다.
1831년에서 1836년까지 앤드루 잭슨 행정부에서 육군 장관을, 1857년에서 1860년까지 국무 장관을 역임했다. 오랜 그의 정치 경력에서 미시간 준주의 주지사로 복무했으며, 미국 대사, 미시간주 선출 미국 상원, 미시간주 최초의 프리메이슨 미시간 그랜드 랏지의 그랜드 마스터의 최초, 그리고 공동 설립자였다. 1848년에 민주당 대통령 후보 경선에서 패배하였지만, 캐스는 전국적으로 논쟁이 많았던 주민 주권의 선도적인 대변인으로 유명했다. 주민 주권은 당시 주의 성격을 노예제도를 옹호하는 노예주로 할 것인지, 아니면 반대하는 자유주로 할 것인지에 대해 주민의 투표로 결정하자는 주장이었다.

## 생애
캐스는 뉴햄프셔주 엑서터에서 1782년 10월 9일 매이저 조나단 캐스와 몰리 길먼 사이에서 태어났다. 그리고 그곳에 있는 필립스 엑서터 아카데미에서 배웠다. 1799년, 캐스는 부모와 함께 델라웨어주 윌밍턴으로 이사를 가서 교사가 되었다.
1800년에 북서부 준주의 매리에타로 옮겨 1801년에 북서부 준주 제인스빌 근교에 농장을 만들었다. 그 후 법률을 공부하여, 1802년에 변호사로 허가를 받았다. 1806년, 오하이오주 하원 의원으로 선출되었다. 1807년에서 1812년까지 오하이오 지역의 연방 지방 법원 집행관을 맡았다.

### 미영 전쟁
1812년에 미영 전쟁이 일어나자 캐스는 오하이오 제3 연대에 입대해 대령으로 임명되었다. 캐스는 윌리엄 헐 장군과 윌리엄 헨리 해리슨 장군 휘하에서 북서부 준주 지역의 임무를 수행했다. 1년 뒤 1813년에 정규군 준장이 되었다. 캐스는 8군구에서 해리슨 장군과 공동 작전을 수행하여, 템스 전투에 참가했다.

### 미시간 준주의 정치
미영 전쟁 종전 후에는 전공으로 미시간 준주 주지사로 임명되었다. 1813년에서 1831년까지 미시간 준주 주지사를 역임하였고, 디트로이트에 거주했다.
1820년, 미시간 준주 북부 지역(오늘 날의 미네소타 북부 오대호 북부 지역)에 탐사대를 이끌고 미시시피강 상류를 탐사했다. 당시까지 강의 수원은 알려지지 않아서 미국과 영국 사이의 국경은 미시시피 강으로 정해져 있었지만, 그 미시시피 강 원류를 알 수 없었기 때문에 국경선은 정해지지도 못한 상태였다. 탐사대는 오대호 지역 서부를 탐험하고, 현재 미네소타 중북부에 있는 호수가 미시시피 강의 수원임을 확인했다. 이 호수는 캐스 호수라고 이름이 지어졌다. 그 후 1832년 탐사대에 참가한 지질학자 헨리 스쿨 크래프트가 재탐사를 통하여 미시시피 강 수원은 캐스 강 근처의 이타스카 호수라고 정정했다.

### 미국 육군 장관
1831년 8월 1일 캐스는 앤드루 잭슨 대통령으로부터 육군 장관에 임명되어, 미시간 준주 주지사를 사임했다. 캐스는 잭슨 대통령 휘하에서 인디언 이주 정책의 중심인물이 되어, 인디언을 미시시피 강 서부 지역으로 이주시키는 것을 추진했다. 캐스는 1836년까지 육군 장관을 지낸 후 1842년까지 주 프랑스 공사를 맡았다.

### 상원 의원
1845년에서 1848년까지 연방 상원 의원에 선출되어 의회에서 군사위원회의 위원장을 맡았다. 1848년, 캐스는 민주당에서 대통령 선거에 출마를 표명하면서 상원 의원을 사직했다. 그는 윌리엄 올랜도 버틀러를 부통령 후보로, 국민 주권의 원칙을 강하게 주장했다. 캐스는 준주에 사는 사람들은 스스로 노예제도 인정 여부를 결정해야 한다고 생각했다. 하지만 캐스의 출마 표명은 민주당 내에서 분열을 일으켰다. 반노예제도를 주장했던 민주당원은 이탈하여 자유토지당을 결성했다. 결국 캐스는 대통령 선거에서 휘그당의 재커리 테일러에게 패배했다. 캐스는 이후 연방 의회로 복귀하여, 1857년까지 상원 의원으로 활동했다.

### 국무 장관
1857년, 캐스는 대통령으로 취임한 제임스 뷰캐넌 휘하에서 국무 장관에 취임했다. 당시 미국에서는 남부의 노예 제도의 존치 여부가 큰 이슈가 되고 있었고, 심지어는 연방의 분열로 치달을 수 있는 위기에 직면하고 있었다. 캐스는 남부 연방의 이탈을 방지하기 위해 강경책을 주장했지만, 뷰캐넌 대통령은 상황을 타파하는 효과적인 방법을 아무것도 제시하지 않았다. 결국 캐스는 뷰캐넌의 태도에 질려 3년 만인 1860년에 국무 장관을 사임했다.

### 말년
국무 장관 퇴임 후 캐스는 미시간 디트로이트에 돌아와 문필업에 종사했다. 캐스는 인디언 문제와 서부 개척 문제에 관심을 보여 주었다. 1866년 6월 17일, 캐스는 디트로이트에서 사망했다. 캐스의 시신은 디트로이트 시내의 엘름 우드 묘지에 매장되었다.

## 명예
많은 곳에서 캐스의 이름을 따서 지었다.

### 카운티
- 일리노이주 캐스 군
- 미네소타주 캐스 군
- 인디애나주 캐스 군
- 네브래스카주 캐스 군
- 아이오와주 캐스 군
- 노스다코타주 캐스 군
- 미시간주 캐스 군
- 텍사스주 캐스 군
- 미주리주 캐스 군
- 조지아주 캐스 군

### 지형
- 미네소타주 캐스 호수
- 미시간주 캐스 호수
- 미시간주 캐스 강

## 역대 선거 결과
| 선거명        | 직책명                  | 대수 | 정당       | 득표율  | 득표수 (선거인단)   | 결과 | 당락                   |
| ------------- | ----------------------- | ---- | ---------- | ------- | ------------------- | ---- | ---------------------- |
| 1813년 선거   | 미시간 준주지사         | 2대  | 민주공화당 | 100.00% | 1표                 | 1위  | 미시간 주지사 당선     |
| 1844년 선거   | 상원의원 (미시간 제1부) | 29대 | 민주당     | 100.00% | 1표                 | 1위  | 미시간주 상원의원 당선 |
| 1848년 선거   | 미국의 대통령           | 12대 | 민주당     | 42.49%  | 1,223,460표 (127명) | 2위  | 낙선                   |
| 1849년 재선거 | 상원의원 (미시간 제1부) | 31대 | 민주당     | 100.00% | 1표                 | 1위  | 미시간주 상원의원 당선 |
| 1850년 선거   | 상원의원 (미시간 제1부) | 32대 | 민주당     | 100.00% | 1표                 | 1위  | 미시간주 상원의원 당선 |

## 같이 보기
- 남북 전쟁의 원인